# Wolfhurst (Ohio)
Wolfhurst é um lugar designado pelo censo localizado no condado de Belmont no estado estadounidense de Ohio. No Censo de 2010 tinha uma população de 1.239 habitantes e uma densidade populacional de 951,05 pessoas por km².

## Geografia
Wolfhurst encontra-se localizado nas coordenadas 40° 04′ 08″ N, 80° 46′ 51″ O. Segundo o Departamento do Censo dos Estados Unidos, Wolfhurst tem uma superfície total de 1.3 km², da qual 1.26 km² correspondem a terra firme e (3.38%) 0.04 km² é água.

## Demografia
Segundo o censo de 2010, tinha 1.239 habitantes residindo em Wolfhurst. A densidade populacional era de 951,05 hab./km². Dos 1.239 habitantes, Wolfhurst estava composto pelo 94.19% brancos, 3.47% eram afroamericanos, 0% eram amerindios, 0.4% eram asiáticos, 0% eram insulares do Pacífico, 0% eram de outras raças e o 1.94% pertenciam a duas ou mais raças. Do total da população 0.24% eram hispanos ou latinos de qualquer raça.